# Billy Gillespie
William Ballintrae Gillespie, detto Billy (Kerrykeel, 6 agosto 1891 – Bexley, 2 luglio 1981), è stato un calciatore irlandese, di ruolo attaccante.

## Palmarès

### Giocatore

#### Competizioni nazionali
- Coppa d'Inghilterra: 2

Sheffield United: 1914-1915, 1924-1925

### Allenatore

#### Competizioni regionali
- North West Senior Cup: 6

Derry City: 1932-1933, 1933-1934, 1934-1935, 1935-1936, 1936-1937, 1938-1939